# Symplecta churchillensis
Symplecta churchillensis är en tvåvingeart som först beskrevs av Alexander 1938.  Symplecta churchillensis ingår i släktet Symplecta och familjen småharkrankar. Inga underarter finns listade i Catalogue of Life.